# Weuste (Wuppertal)
Weuste ist eine freistehende Ortslage im Norden der bergischen Großstadt Wuppertal.

## Lage und Beschreibung
Die Ortslage liegt auf einer Höhe von 302 m ü. NHN auf der Wasserscheide der Flusssysteme der Wupper und der Ruhr zu beiden Seiten der  Straße Mollenkotten (Landesstraße 432). Heute sind noch zwei von drei alten Kotten erhalten, von denen ursprünglich zwei nördlich der Landesstraße und einer südlich lagen. Ebenfalls südlich verläuft die Bundesautobahn 46. Vier neuere Häuser aus dem ersten Drittel des 20. Jahrhunderts ergänzen seit dieser Zeit die Ortslage.
Die Ortslage befindet sich am Rande des Wohnquartiers Nächstebreck-West (Stadtbezirk Oberbarmen) an der Grenze zum Wohnquartier Nächstebreck-Ost und dem Sprockhöveler Ortsteil Gennebreck. Nördlich der Ortslage befindet sich auf Sprockhöveler Gebiet das Waldgebiet Hilgenpütt. Mehrere Quellbäche des Felderbachs entspringen bei Weuste.
Auf der Wasserscheide liegt westlich von Weuste (mit einem Neubaugebiet dazwischen) die benachbarte Ortslage Einern, östlich die Ortslage Mollenkotten.

## Geschichte und Etymologie
Die Ortslage geht auf einen alten Hof zurück, der inmitten einer Rodungsinsel im Waldgebiet Einerner Mark lag. Der Hof gehörte wie Busch und Mollenkotten zum Besitztum des Damenstifts Essen in Nächstebreck. Der Hof wurde wie das benachbarte Mollenkotten im Dreißigjährigen Krieg von einer Soldateska verwüstet.
Die späteren Kotten entstanden durch die Erbteilung des Ursprungshofes zu Halbhöfen. Der südliche Kotten wurde nach der Teilung „auf der kleinen Weuste“ und die beiden nördlichen „auf der großen Weuste“ genannt. Die Teilung der nördlichen Kotten fand 1710 statt, als der Besitzer Jurgen auf der Weusten starb und den westlichen Kotten seiner Tochter Catharina und den östlichen seinem Sohn Wilhelm hinterließ. In zwei der drei Kotten wurde im 18. Jahrhundert Landwirtschaft betrieben, in einem wurde gewebt.
Nach Catharinas Ehemann, dem Linderhausener Holzhändler Peter Eckhoff, wurde der westliche der nördlich gelegenen Kotten auch „Eckhoff“, später „vor den Eicken“ und „Müggeburg Weuster“ genannt. Er verfiel Ende des 20. Jahrhunderts. Weuste lag an einer bedeutenden Kohlenstraße von Witten nach Elberfeld – der heutigen Landesstraße L432, auf der den Fabriken im Wupperraum durch selbstständige Kohlentreiber der Brennstoff geliefert wurde.
Weuste gehörte im Spätmittelalter und der frühen Neuzeit zum Gogerichtsbezirk Schwelm im Amt Wetter der Grafen von der Mark. Kirchenrechtlich lag es im Kirchspiel Schwelm. Nach der Eroberung der Grafschaft Mark durch Frankreich war Weuste 1806 bis 1813 Teil der Mairie Haßlinghausen im Arrondissement Hagen des Département Ruhr im Großherzogtum Berg. 1815 kam das französisch besetzte Gebiet zu Preußen, das Weuste im Folgejahr dem neu geschaffenen Landkreis Hagen zuteilte. 1887 bis 1922 gehörte Weuste zum Amt und der Gemeinde Nächstebreck in dem vom Landkreis Hagen abgespaltenen Kreis Schwelm. 1922 wurde Nächstebreck in die Großstadt Barmen eingemeindet, die 1929 mit der Großstadt Elberfeld und weiteren Städten und Gemeinden zu Wuppertal vereint wurde.